# بيكون كندي

دعاية فيلم بيكن كندي

بيكون كندي، فيلم أمريكي كوميدي أنتج عام 1995، ينتقد العلاقات بين كندا والولايات المتحدة على طول الحدود بين كندا والولايات المتحدة الأمريكية. كتبه وأخرجه وأنتجه مايكل مور. وعرض في قسم الأفلام الخاصة في مهرجان كان السينمائي عام 1995،  وكان الفيلم الأخير للنجم جون كاندي، مع عربات الشرق قبل وفاته بأزمة قلبية.

## ملخص القصة
يعتبر هذا العمل هو الفيلم الخيالي الوحيد الذي أخرجه مايكل والذي لا يحتوي على أية مواد وثائقية، تدور أحداثه حول رئيس متخيل للولايات المتحدة (لعب دوره ألن ألدا) يفتعل حرب وهمية مع كندا من أجل أن يعزز شعبيته المتدهورة. الفيلم يستعرض الكثير من الأفكار النمطية للأمريكيين والكنديين على حد السواء، يعد آخر الأفلام التي ظهر فيها الممثل الكندي المولد جون كاندي كما ظهرت بالفيلم العديد من الشخصيات التي جسدها ممثلون كنديون أيضا. من الجدير بالذكر أيضا أن الفيلم يشير إلى العديد من الأعداء المحتملين الذين سوف تتبناهم الحملة الأمريكية الكبرى القادمة والذين نوقشوا في حديث الرئيس مع وزرائه.

## رأي النقاد
تلقى الفيلم أراء سلبية من نقاد السينما، وقيم ب 14٪ في موقع الطماطم الفاسد.
ستيفن هولدن في نقد عام 1995 خلص «إن الفيلم مشغول للغاية لاستعراض تنين العدوان الأمريكي تلك الرؤية الكرتونية والكنديين كانتهازيين و جبناء قليلي التأثير».

## روابط خارجية
- بيكون كندي على موقع IMDb (الإنجليزية)
- بيكون كندي على موقع روتن توميتوز (الإنجليزية)
- بيكون كندي على موقع نتفليكس (الإنجليزية)
- بيكون كندي على موقع قاعدة بيانات الأفلام العربية
- بيكون كندي على موقع ألو سيني (الفرنسية)
- بيكون كندي على موقع Turner Classic Movies (الإنجليزية)
- بيكون كندي على موقع أول موفي (الإنجليزية)
- بيكون كندي على موقع بوكس أوفيس موجو (الإنجليزية)
- بيكون كندي على موقع فيلمافينيتي (الإسبانية)
- بيكون كندي على موقع قاعدة بيانات الأفلام السويدية (السويدية)